# Castillo de Turón
El castillo de Turón es un castillo en ruinas cerca de la localidad malagueña de Ardales, España. Cuenta con la protección de la Declaración genérica del Decreto de 22 de abril de 1949, y la Ley 16/1985 sobre el Patrimonio Histórico Español.

## Descripción
Se conservan parte de las murallas y de las torres, de lo que fue una fortaleza medieval. Está situado en un cerro de unos 580 m s. n. m. junto al río Turón, en una zona de transición entre la depresión de Antequera y la Serranía de Ronda. El recinto contaba con alcázar, más de diez torreones y una muralla barbacana.

## Historia
Fue construido por los nazaríes para defender esta zona del Reino de Granada de los ataques que los castellanos dirigían desde el castillo de la Estrella en la vecina localidad de Teba en el marco de las guerras fronterizas que mantenían ambos reinos, siendo parte de una línea defensiva nazarí formada por los castillos de la Peña, El Burgo y Bobastro. El castillo sirvió como base granadina para diversas incursiones y batallas como la que acabó con la vida de Sir James Douglas, hasta que en 1433 fue tomado por tropas castellanas al mando de Gómez de Ribera. 